# Las Cruces (California)
Las Cruces es un área no incorporada ubicada en el condado de Santa Bárbara en el estado estadounidense de California. Las cruces se encuentra justo entre el cruce de la Ruta 1 que se dirige al norte de Lompoc y la U.S. Route 101 que se dirige al norte de Buellton. 

## Geografía
Las Cruces se encuentra ubicada en las coordenadas 34°30′29″N 120°13′45″O / 34.50806, -120.22917.